# 아나미즈역
아나미즈역(일본어: 穴水駅)은 일본 이시카와현 호스군 아나미즈정에 위치한 노토 철도 나나오 선의 철도역이다. 이 노선의 종착역이며, 섬식 승강장 2면 4선의 구조를 갖춘 지상역이다.

## 타는 곳
| 0     | (열차 보존용만) 옛날에는 열차가 운행 할때 사용 했다. | (열차 보존용만) 옛날에는 열차가 운행 할때 사용 했다. | (열차 보존용만) 옛날에는 열차가 운행 할때 사용 했다. |
| 1     | ■ 나나오 선                                          | 상행                                                 | 와쿠라온센 · 나나오 방면                             |
| 2 · 3 | (회송 열차 대기, 임시 열차만)                        | (회송 열차 대기, 임시 열차만)                        | (회송 열차 대기, 임시 열차만)                        |

## 이용 현황
| 연도 | 1일 평균 승하차 인원 |
| ---- | -------------------- |
| 1996 | 900                  |
| 1997 | 702                  |
| 1998 | 667                  |
| 1999 | 647                  |
| 2000 | 615                  |
| 2001 | 504                  |
| 2002 | 398                  |
| 2003 | 367                  |
| 2004 | 359                  |
| 2005 | 192                  |
| 2006 | 173                  |
| 2007 | 188                  |
| 2008 | 185                  |
| 2009 | 192                  |
| 2010 | 174                  |
| 2011 | 145                  |
| 2012 | 135                  |
| 2013 | 125                  |
| 2014 | 97                   |
| 2015 | 135                  |
| 2016 | 130                  |

## 역 주변
- 국도 제249호선
- 아나미즈 정청
- 아나미즈 정립 도서관

## 인접 역
| 노토 철도 나나오 선    | 노토 철도 나나오 선 | 노토 철도 나나오 선 |
| ---------------------- | ------------------- | ------------------- |
| 노토카시마 나나오 방면 | ■ 나나오 선         | 시·종착역           |